# Mario Perniola
Mario Perniola (Asti, Italia, 20 de mayo de 1941-Roma, 9 de enero de 2018) fue un profesor catedrático de Estética en la universidad de Roma II (Tor Vergata).
Se le considera como una de las figuras más relevantes de la filosofía italiana actual. Son especialmente destacables sus análisis de teoría del arte, así como sobre el arte y la estética contemporáneas. Su obra se vincula con la vanguardia, la Internacional Situacionista, la postmodernidad, el posthumanismo y la teoría crítica.

## Biografía
Su formación filosófica comienza como alumno de Luigi Pareyson en la universidad de Turín, de la que se graduó en 1965. Allí conoció también a otros importantes discípulos de este filósofo, como Gianni Vattimo, Umberto Eco o Sergio Givone. Entre 1967 y 1969 estuvo ligado a la Internacional Situacionista de Guy Debord, con quien mantendría una fructífera relación durante años. De 1976 a 1983 ejerce como catedrático de Estética en la universidad de Salerno, de donde se trasladará a la Università degli studi di Tor Vergata, donde fue docente hasta su jubilación. Ha sido profesor visitante en diversas universidades extranjeras de Francia (École des Hautes Études en Sciences Sociales), Dinamarca, Brasil (Universidad de São Paulo), Canadá (Universidad de Alberta), Japón (Universidad de Kioto), Australia (Universidad de Sídney y Universidad de Melbourne), Singapur (Universidad Nacional de Singapur) y EE. UU. (Universidad Stanford).
Sus obras han sido traducidas a numerosas lenguas, incluidas algunas del Lejano Oriente. Fue el creador y director de Agaragar (1971-1973), revista ligada a las vanguardias artísticas, sobre todo al ya citado situacionismo de Guy Debord. También ha dirigido otras publicaciones periódicas como Clinamen (1988-1992) o Estetica news (1988-1995). La amplitud de sus aportaciones ha convertido a Perniola en un filósofo con la reputación de contarse entre las figuras más interesantes de la escena internacional contemporánea. Su libro Miracoli e traumi della comunicazione (2009) (Milagros y traumas de la comunicación) obtuvo diversos premios, como el prestigioso Premio De Sanctis.

## Pensamiento
Su pensamiento se desarrolla en cuatro líneas de investigación, en las que confluyen muchas de las experiencias de la tradición del pensamiento occidental. Podemos resumirlas[cita requerida] del siguiente modo:
1) La atención cuidadosa al cuerpo, comprendido como algo en lo cual el sentir alcanza estados excesivos y extremos, dentro de los cuales deben reconsiderarse las prácticas sexuales no convencionales (como aquellas que se consideran pervertidas).
2) La ritualidad privada de sus mitos, reconducida pues a su sentido estratégico, investigada sobre todo en conexión con las costumbres religiosas de la Antigua Roma y del catolicismo.
3) La profundización en la noción de «diferencia» como superación de la dialéctica de los opuestos, y el acercamiento al concepto de enigma como acto de suspensión y puesta en crisis de la noción de conciliación. Sus referentes principales en este sentido son Friedrich Nietzsche, Martin Heidegger, Pierre Klossowski y Georges Bataille.
4) La observación y reflexión sobre las condiciones históricas, sociales y antropológicas en que las experiencias artísticas se forman y en que las estéticas se constituyen. Su aproximación a los Estudios Culturales (Cultural Studies) y la crítica a la sociedad de la comunicación contemporánea representan dos momentos importantes en esta última dirección, que se concretiza asimismo con la publicación de la ya citada Ágalma. Rivista di studi culturali e di estetica.
Perniola ha prestado también atención durante su trayectoria intelectual a Baltasar Gracián, de quien afirma en su prólogo a la edición española de Del sentir que es el «pensador que me ha guiado desde joven por el laberinto del mundo». También la obra de Xabier Zubiri y José Bergamín han aportado a su pensamiento.

## Filosofía de la literatura
El periodo inicial de la carrera de Perniola se centra en la filosofía de la novela y en la teoría de la literatura. En su tesis doctoral y primer trabajo, Il metaromanzo («La metanovela», 1966), el filósofo italiano defiende que la novela moderna desde Henry James hasta Samuel Beckett posee un carácter autorreferencial. Por otra parte, afirma que la novela no sólo trata de sí misma, pues el propósito de Perniola es demostrar la dignidad filosófica de tales obras literarias, tratando de recuperarlas como expresiones culturales serias. El Premio Nobel de Literatura Eugenio Montale elogió a Perniola por su original reflexión crítica acerca de las obras literarias.

## Contracultura
Perniola posee también una filiación antiacadémica. Esta última se ve ejemplificada por su atención a expresiones culturales alternativas y de carácter transgresor. Su primera obra de índole antiacadémica es L’alienazione artistica («La alienación artística», 1971). Perniola defiende que la alienación no es una derrota del arte, sino, al revés, la propia condición por la cual la existencia del arte se constituye como una categoría distintiva de la actividad humana. En su segundo libro, I situazionisti (1972) materializó su interés por las vanguardias y por el trabajo de Guy Debord. Perniola explora los principales aspectos del situacionismo y del postsituacionismo, en los que se halló personalmente implicado. Destaca también ahí los diversos aspectos conflictivos que caracterizaron a los miembros del movimiento. Perniola publicaría también por entonces un libro sobre el pensador francés George Bataille (George Bataille e il negativo, Milán: Feltrinelli 1977; «George Bataille y el negativo») donde «lo negativo» se concibe como motor de la historia.

## Postestructuralismo
En los años 80 Perniola ofrece algunas de sus más notables contribuciones a la filosofía continental. En Dopo Heidegger. Filosofia e organizzazione della cultura («Después de Heidegger. Filosofía y organización de la cultura», 1982), partiendo de Martin Heidegger y Antonio Gramsci, Perniola aporta una teoría de la organización social. Sostiene la posibilidad de establecer nuevas relaciones entre la cultura y la sociedad en Occidente. A medida que las antiguas relaciones entre metafísica e Iglesia, dialéctica y Estado, ciencia y mundo profesional han ido siendo deconstruidas, la filosofía y la cultura se abren camino para una superación del nihilismo y del populismo que caracterizan la sociedad de nuestros tiempos.
La teoría de los simulacros de Perniola explora la lógica de la seducción perseguida también por Jean Baudrillard. La lógica de la seducción está, no obstante, enraizada en un contexto histórico concreto. No obstante, la simulación provee de imágenes que se valoran como tales, prescindiendo de aquello a lo que realmente se refieren o representan. «Las imágenes son simulacros para aquello que las seduce, y así, a partir de su vacuidad, producen un efecto». Perniola ilustra el papel de tales imágenes en una amplia variedad de contextos sociales, estéticos y culturales. La noción de tránsito parece ser más que adecuada para captar los aspectos culturales de la tecnología, que transforman la sociedad contemporánea. «Tránsito» -es decir, ir de lo mismo a lo mismo- evita caer en la oposición dialéctica «que acabaría por precipitar el pensamiento en la mistificación metafísica».

## Posthumanismo
En los años 90 Perniola añade otros territorios a su investigación filosófica. En Del sentire («Del sentir», 1991; Valencia, Pre-textos, 2008), explora otros modos de sentir que nada tienen que ver con los característicos de la estética moderna desde el siglo XVII hasta el {{siglo|XX]]. Ese modo de sentir requiere un universo emocional impersonal, caracterizado por una experiencia anónima, en la cual todo aparece como ya sentido. Para Perniola, este tipo de sentir no se quiere reconducir al individualismo o al narcisismo, sino a un «especularismo que refleje experiencias ya prefiguradas».
La única alternativa es entonces volver al mundo clásico, en particular a la Grecia Antigua. En la obra Il sex-appeal dell’inorganico («El sex-appeal de lo inorgánico», 1994; Trama, Madrid, 1998), Perniola une sexualidad y filosofía. La sensibilidad contemporánea transformó las relaciones entre las cosas y los humanos. La sexualidad se extiende más allá del acto y del cuerpo. El tipo de sexualidad orgánica es substituido por uno neutral, inorgánico y artificial, indiferente a la belleza, a la edad y a la forma. Perniola investiga el papel del eros, del deseo y de la sexualidad en la experiencia actual de la estética y en el impacto causado por la tecnología. Su encadenamiento de ideas abre nuevas perspectivas sobre la realidad contemporánea. Perniola combina una rigurosa interpretación de la tradición filosófica con una meditación sobre lo sexy. Explora así temas tan poco comunes como las relaciones sexuales sin orgasmo, sin clímax alguno o liberación de tensiones. Reflexiona sobre orificios y órganos, y sobre formas de abandono del «yo» que van en contra del modelo de reciprocidad mutua. No obstante, partiendo de la tradición kantiana, Perniola argumenta también que los esposos son cosas, puesto que «en el matrimonio cada uno entrega la totalidad de su persona a otro para adquirir pleno derecho sobre la totalidad de la persona del otro». En L’arte e la sua ombra («El arte y su sombra», 2000; Madrid, Cátedra, 2002), Perniola propone una interpretación alternativa de la sombra, que tiene una larga historia en la tradición filosófica. En el análisis del arte y del cine contemporáneos, Perniola desvela cómo el arte continúa existiendo en el interior mismo de un mundo de comunicación de masas y de reproducción masiva. Defiende que el significado del arte se encuentra en la sombra que proyecta y que escapa a las instituciones artísticas, a la comunicación de masas y al mercado.

## Éstetica
El trabajo de Perniola también atiende de modo privilegiado a la historia de la Estética y de la teoría estética. En 1990 pública Enigmi. Il momento egizio nela società e nell’arte. («Enigmas. Egipcio, barroco y neobarroco en la sociedad y en el arte arte», 1990; Murcia, Cendeac, 2006), en el que analiza otras formas de sensibilidad que aparecen entre los humanos y las cosas. Perniola considera que nuestra sociedad vive un momento «egipcio», marcado por un proceso de cosificación. Una vez que los productos de alta tecnología asumen cada vez más propiedades orgánicas, la humanidad se convierte en una cosa, en el sentido de que se ve a sí misma deliberadamente como un objeto.
En L’estetica del Novecento («La estética del siglo. XX», Madrid, Visor, 2001) ofrece un original análisis y crítica de la estética del siglo anterior al nuestro. En él Perniola detecta cinco tendencias principales: vida, forma, conocimiento, acción y sentir.
En Del sentire cattolico. La forma culturale di una religione universal («Del sentir católico. La forma cultural de una religión universal»), Perniola hará mayor hincapié en la identidad cultural de la Iglesia católica que en sus aspectos morales y dogmáticos. Nos propone así un «catolicismo sin ortodoxia» y una «fe sin dogma», que permite percibir el catolicismo como sentido universal de sentimiento cultural. El volumen Strattegie del belo. Quarant’anni di estetica italiana (1968-2008) («Estrategias de lo bello. Cuarenta años de estética italiana (1968-2008)», 2009) analiza las principales transformaciones estéticas ocurridas en Italia a partir de los años 60. El trabajo de Perniola muestra las relaciones entre los aspectos históricos, políticos y antropológicos surgidos en la sociedad italiana, así como el discurso surgido como respuesta a los mismos. Defiende también que el conocimiento y la cultura deberían tener garantizados un lugar privilegiado en nuestra sociedad, desafiando la arrogancia del "establishment", la insolencia de los editores, la vulgaridad de los medios de comunicación de masas y la picardía plutocrática.

## Filosofía de los medios de comunicación de masas
El amplio campo de intereses de Mario Perniola incluye la filosofía de los medios de comunicación. En Contro la comunicazione («Contra la comunicación» 2004; Buenos Aires - Madrid, Amorrortu, 2006) analiza los orígenes, mecanismos y dinámicas de la comunicación masiva y sus efectos «degeneradores». En Miracoli e traumi della communicazione («Milagros y traumas de la comunicación», 2009, Buenos Aires - Madrid, Amorrortu, 2010) aborda los efectos siniestros de la comunicación desde los años 60, enfocándose sobre todo en cuatro «acontecimientos degenerativos». Estos son la revuelta estudiantil de 1968, la revolución iraní de 1979, la caída del muro de Berlín en 1989 y el ataque a las torres gemelas de Nueva York el 11 de septiembre de 2001. Cada uno de estos sucesos se medita contra el plano de fondo de los efectos milagrosos y traumáticos de los medios de comunicación, que tienden a anular la diferencia entre lo real y lo imposible, alta cultura y cultura de masas, el declive de las profesiones, el éxito del populismo, el papel de los vicios y las dependencias, las repercusiones de internet en la sociedad y en la cultura de nuestros días y, finalmente, el papel de la evaluación, en el que las estrellas del porno parecen alcanzar las mejores clasificaciones en el «quién es quién» de las tablas.

## Obras
- Il metaromanzo, Milán, Silva, 1966.
- L'alienazione artistica, Milán, Mursia, 1971.
- Bataille e il negativo, Milán, Feltrinelli, 1977.
- La società dei simulacri, Bolonia, Cappelli, 1980; Àgalma. Rivista di studi culturali e di estetica, n. 20-21, 2011. ISBN 978-88-5750-496-4
- Dopo Heidegger. Filosofia e organizzazione della cultura, Milán, Feltrinelli, 1982.
- Transiti. Come si va dallo stesso allo stesso, Bolonia, Cappelli, 1985, introducción a la segunda edición a cargo del autor, 1989.
- Enigmi. Il momento egizio nella società e nell’arte, Génova, Costa & Nolan, 1990. ISBN 88-7648-109-5.
- Del sentire, Turín, Einaudi, 1991, 2002. ISBN 88-06-16254-3.
- Più che sacro, più che profano, Milán, Mimesis, 1992. ISBN 88-85889-34-4.
- Il sex appeal dell'inorganico, Turín, Einaudi 1994, ISBN 88-06-16996-3.
- L'estetica del Novecento, Bolonia, Il Mulino, 1997. ISBN 88-15-06028-6.
- I situazionisti, Roma, Castelvecchi, 1998, 2005. ISBN 88-7615-068-4.
- Disgusti. Nuove tendenze estetiche, Milán, Costa & Nolan, 1999. ISBN 88-7648-321-7.
- L'arte e la sua ombra, Turín, Einaudi, 2000, 2004. ISBN 88-06-14737-4.
- "Le ultime correnti dell'estetica in Italia", en Nino Borsellino y Lucio Felici: Storia della letteratura italiana. Il Novecento. Scenari di fine secolo, Milán, Garzanti, 2001. ISBN 978-88-47-90123-0.
- Del sentire cattolico. La forma culturale di una religione universale, Bolonia, Il Mulino, 2001. ISBN 88-15-08205-0.
- Contro la comunicazione, Turín, Einaudi, 2004. ISBN 88-06-16820-7.
- Miracoli e traumi della comunicazione, Turín, Einaudi, 2009. ISBN 978-88-06-18826-9.
- Strategie del bello. Quarant'anni di estetica italiana (1968-2008). Ágalma. Rivista di studi culturali e di estetica, n. 18, número monográfico de edición limitada. ISBN 978-88-8483-980-0 ISSN 1723-0284.
- Estetica contemporanea: una visione globale, Bolonia, Il Mulino, 2011. ISBN 978-88-15-14938-1.
- Berlusconi o il 68 realizzato, Milán, Mimesis, 2011. ISBN 978-88-5750-748-4.
- Presa diretta. Estetica e politica, (nueva edición). Milán, Mimesis, 2012. ISBN 978-88-5751-191-7.
- Da Berlusconi a Monti. Disaccordi imperfetti, Milán, Mimesis, 2013. ISBN 978-88-5751-239-8.
- L'avventura situazionista. Storia critica dell'ultima avanguardia del XX secolo, Milán, Mimesis, 2013. ISBN 978-88-5751-716-2.
- L'arte espansa, Torino, Einaudi, 2015. ISBN 9788806226510.
- Del terrorismo come una delle belle arti, Milano, Mimesis, 2016. ISBN 9788857532202.
- Estetica italiana contemporanea, Milano, Bompiani, 2017, ISBN 978-88-452-8404-5.